# Gobierno de la República Popular Ucraniana en el exilio
El Gobierno de la República Popular Ucraniana en el exilio fue un gobierno en el exilio constituido tras la derrota de la República en la Guerra de independencia de Ucrania (1917-1921). Sus actividades se iniciaron parcialmente a finales de 1919 y, desde finales de 1922, completamente fuera de las fronteras de la República. Tenía su sede en la República de Polonia en Tarnow y algunas de sus instituciones en Czestochowa; posteriormente, las agencias gubernamentales operaron en Varsovia, París, Weimar, Kissingen, Múnich y Filadelfia.
En su 10.ª Sesión Extraordinaria, el Gobierno de la República Popular de Ucrania en el exilio reconoció el actual Estado de Ucrania como sucesor legal de la República Popular de Ucrania y, el 22 de agosto de 1992, transfirió sus poderes y atributos del poder estatal al recién elegido Presidente de Ucrania Leonid Kravchuk.

## Base legal
La base legal del gobierno de la RPU fue la Ley sobre la Administración Suprema Provisional y la Legislación en la RPU y la Ley sobre el Consejo Popular del Estado, aprobada el 12 de noviembre de 1920 por el Directorio de Ucrania. Estos actos, basados en las leyes del Congreso del Trabajo de Ucrania, transfirieron al Consejo Popular Estatal las funciones legislativas y el control sobre el gobierno de la República Popular de Ucrania.
Sin embargo, antes de la convocatoria de este Consejo, sus funciones estaban asignadas al Consejo de Ministros del Pueblo, y el titular del Directorio actuaba como jefe de Estado, aprobaba leyes, tratados, nombramientos y representación ante estados extranjeros. El jefe del Directorio, en caso de imposibilidad de desempeñar sus funciones, estaba representado por la junta, y en caso de imposibilidad de convocarlo, el presidente del Consejo de Ministros del Pueblo.

## Estructura
- Órganos ejecutivos - el presidente (entre 1921-1944 era el Otaman supremo; en ucraniano: Головний oтаман), el Consejo de Ministros (1921-1992).
- Órganos legislativos: el Consejo de la República, el Consejo Nacional de Ucrania.

## Líderes

### Presidentes
1. Petliura Simon Vasýliovych         1921-1926
2. Andriy Livytskyi   1926–1954
3. Vytvytsky Stepán Porfýrovych    1954–1965;
4. Dovgal Spyrydón Mykýtovych        1966–1967
5. Mykola Andríyovych Livytsky     1967–1989;
6. Plavyuk Mykola Vasýliovych     1989–1992.

### Presidente del Consejo de Ministros del Pueblo de la República Popular de Ucrania
1. Andriy Livytskyi 1920-1921
2. Pilipchuk Pilip Kalenikovich     1921–1922
3. Livytsky Andriy Mykoláyovych 1922-1926,
4. Prokopóvych Vyacheslav Kostyantýnovych  1926-1939
5. Shulguín Aleksandr Yákovlevich 1939–1940
6. Prokopóvych Vyacheslav Kostyantýnovych 1940–1942
7. Yakovliv Andriy Ivanovych  1944–1945
8. Pankivsky Konstantin Konstantinovich  1945–1948
9. Mazepa Isaak Prokhorovych 1948–1952
10. Baran Stepan Ivánovich  1952–1953
11. Dovgal Spiridon Mikitovich 1954
12. Sozontov Simón Vasílievich 1954–1957
13. Livytsky Andriy Mykoláyovych 1957–1966
14. Dovgal Spiridon Mikitovich 1966–1967
15. Figol Atanas Ivánovich 1967–1969
16. Dovgal Spiridon Mikitovich 1969–1972
17. Fedoronchuk Vasil Lukinovich 1972–1974
18. Leoncio Teófilo  1974–1976;
19. Kedrin-Rudnytsky Iván 1976–1978;
20. Leoncio Teófilo 1978–1980;
21. Yaroslav Rudnytsky  1980–1989;
22. Samylenko Iván Matvíyovych 1989–1992.

Durante la Segunda Guerra Mundial, el gobierno de en el exilio no actuó, pero Andriy Livytsky firmó los documentos como titular del Directorio. Después de la guerra, se reformó el gobierno, que incluyó activistas de algunos partidos en el oeste de Ucrania y el disidentes en la Ucrania subsoviética.

### Jefes de la RPU
1. Bagryany Iván Pavlovich 1948—1952
2. Bagryany Iván Pavlovich - 1952—1954
3. Boydunik Osip 1954—1955
4. Eugenio Glovinski 1955—1957
5. Bagryany Iván Pavlovich  1957—1961
6. Boydunik Osip  1961—1965
7. Dovgal Spiridon Mikitovich 1966—1967
8. Makovetski Jacob 1967—1971
9. Pedro blanco 1971-1972[1][2][3]
10. Dovgal Spiridon Mikitovich 1972—1975
11. Kedryn-Rudnytsky Ivan Ivanovych 1976—1978
12. Bilyaev Vladímir Ivánovich 1979—1984
13. Limarenko Pavlo Danilovich 1984—1989
14. Voskobiynyk Mykhailo Hryhorovych 1989—1992

## Tropas
El gobierno de la RPU  prestó especial atención al balneario militar (encabezado por el Gral. M. Bezruchko, V. Petrov, V. Salsky y Myjailo Omelianóvych-Pavlenko), gestionando la formación del personal militar y la reorganización de los excombatientes. Varios oficiales de la RPU trabajaron como oficiales en el ejército polaco. Para popularizar los asuntos militares, el gobierno de la RPU organizó la Sociedad Histórica Militar de Ucrania, publicó revistas como Tabor, For Statehood entre otra literatura.
Oficialmente, el Ejército Popular Revolucionario de Ucrania de 1941 a 1944 estuvo sujeto al Gobierno de la República Popular de Ucrania en el exilio.

## Cultura

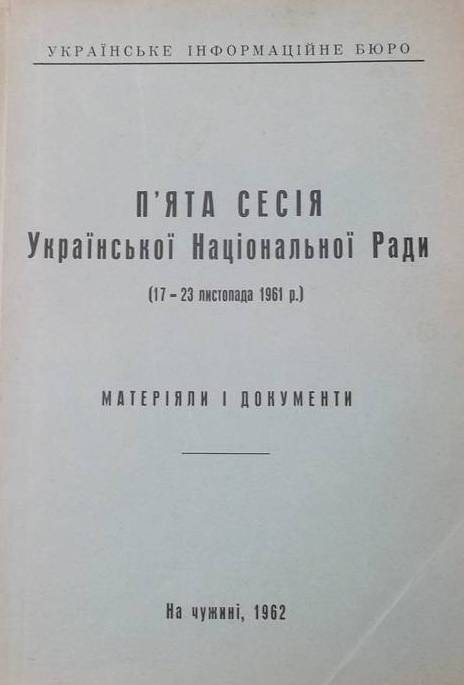
Quinta sesión, portada

El gobierno en el exilio de la República Popular de Ucrania organizó actividades públicas y culturales a través de formaciones cívicas que existían en diferentes países: la Unión de Organizaciones de Emigración de Ucrania en Francia, el Comité Central de Ucrania en Polonia, el Comité de Asistencia Pública de Emigrantes de Ucrania en Rumania, La Asociación Ucraniana en Checoslovaquia y Eslovaquia  entre otras, cuyo trabajo fue coordinado por el Consejo General de Emigración. En París, en 1926, se fundó la Biblioteca. S. Petliura, quien mantuvo materiales de archivo de la República Popular de Ucrania.
En 1938, el gobierno de la UPR estableció la Academia de Ciencias Ucraniana Mohyla-Mazepa.
A través de las actividades del gobierno de la UPR, el gobierno polaco estableció el Instituto Científico de Ucrania en Varsovia.
El organismo no oficial del gobierno de la UPR fue el semanario Tridente de París (1925-1940), revivido en 1959. Después de cada sesión del Consejo de la UPR, la Oficina de Información de Ucrania publicó materiales y documentos.

## Política

### Política interior
actuó a través de varios ministerios e instituciones. En el ámbito interno, debido a la oposición de algunos partidos a la política del gobierno del exilio de la República Popular de Ucrania, no pudo crear un centro político coordinador, y el centro estatal a menudo fue tratado como un partido separado («Uenerianos»). Las dificultades del entorno de la República Popular Ucraniana comenzaron con la firma del Pacto de Varsovia, y luego llegó la orientación hacia la República Polaca (los miembros del gobierno lo consideraron una «orientación hacia Europa occidental»). La actitud del gobierno de la República Popular Ucraniana ante la lucha de los ucranianos bajo la República de Polonia, el Reino de Rumanía y la República Checoslovaca también fue criticada por tolerar la ocupación y limitarse a satisfacer las «necesidades de la minoría ucraniana». El complejo interno fue encabezado por O. Salikovsky y O. Lototsky, y después de la Segunda Guerra Mundial por M. Vetujiv (1945-1948). El apoyo del gobierno en el exilio de la República Popular de Ucrania fue el Partido Radical Democrático de Ucrania (ex revolucionarios socialistas), que dio la mayoría de los miembros del gobierno. El USDRP no era miembro del gobierno de la República Popular Ucraniana, pero le era leal. En cambio, la URSS bajo el liderazgo de M. Shapoval estaba en contra del gobierno del exilio de la República Popular de Ucrania. Los hetmans (Unión Ucraniana de Agricultores-Estadistas) y los nacionalistas (OUN) hicieron lo mismo. La posición de los grupos políticos en Galitzia, principalmente la UNDO, ha evolucionado desde la negación (a través del Pacto de Varsovia) a un tipo de tolerancia e incluso cooperación en acciones políticas y cívicas específicas.

### Política exterior
A. Nikovsky y luego Shulgin (hasta 1946) llevaron a cabo actividades externas. Al principio, había misiones diplomáticas de la República Popular de Ucrania en países individuales: K. Matsievych- en Rumania, A. Livytsky - en Polonia, M. Slovinsky - en Checoslovaquia, R. Smal-Stotsky - en Alemania, M. Vasilko - en Suiza, V. Mursky - en Turquía, Shulgin - en Francia y otros. Este último duró más tiempo, otros fueron eliminados a principios de la década de 1920. Shulgin, como jefe de la misión de la RPU en París, y luego como Ministro de Relaciones Exteriores, se mantuvo en contacto con la Sociedad de Naciones, protestando contra la ocupación bolchevique de Ucrania y contra las acciones de la diplomacia soviética o contra el terror y hambruna en Ucrania . El Centro Estatal de la República Popular de Ucrania ha elaborado un proyecto sobre el reconocimiento del gobierno de la RPU en el exilio, proyecto propuesto por varios senadores encabezados por D. Kopelyan al máximo órgano legislativo de los Estados Unidos. Mantuvo estrechos contactos con el movimiento paneuropeo, persiguiendo la idea de la pertenencia de Ucrania a la comunidad europea. Condenó la política de Alemania, Francia, Italia y Gran Bretaña para resolver el problema de la Ucrania de los Cárpatos . En septiembre de 1939, el gobierno de la UPR encabezado por V. En París, Prokopovich declaró su solidaridad con las democracias occidentales, condenando los regímenes totalitarios de la Alemania nazi y la URSS. El gobierno de la UPR llevó a cabo algunas actividades internacionales a través de la Sociedad Ucraniana para la Sociedad de Naciones. Un área separada de trabajo de la política exterior del gobierno de la UPR fue la organización de la cooperación de los pueblos "subsoviéticos". - Movimiento Prometeo, en el que, además de los ucranianos, participaron representantes del Cáucaso, Don, Kuban, Crimea, Turkestán.
El 1 de septiembre de 1939, el gobierno de la República Popular de Ucrania en el exilio, encabezado por V. Prokopovich declaró la guerra a la Alemania nazi.

## Miembros del gobierno
Gobierno de la República Popular de Ucrania en el exilio, elegido en la décima sesión de la República Popular de Ucrania en 1989:
- El Primer Ministro: Ivan M. Samylenko.
- Viceprimer Ministro: Mykhailo Pap.
- Viceprimer Ministro y Jefe del Departamento de Asuntos Jurídicos: Mykola Sukhoverskyi ,
- Secretaria de Estado: Natalia Pazunyak
- Jefe del departamento de finanzas: Kost Lutsenko
- Jefe del departamento de asuntos regionales: Mykhailo Gerets
- jefe del departamento de asuntos exteriores: Volodymyr Zhyla
- jefe del departamento de prensa e información: Volodymyr Marko
- El jefe del Departamento de Asuntos Internos: Yuri Ikhtiarov.
- Jefes del Departamento de tareas especiales: Mykola Lypovetsky, Stepan Vorokh, Vsevolod Salenko .
- Director de los Archivos del Comité Central de la República Popular de Ucrania: Yuri Salsky .
- Presidente del Tribunal Estatal del Comité Central de la República Popular de Ucrania: Yaroslav Rudnytsky.

## Reforma y disolución
En el exilio, el centro estatal existió sin legislatura, sólo por un corto tiempo en 1921 en Tarnów, el Consejo de la República, órgano representativo de la UPR integrado por los delegados del partido y organizaciones culturales. Después de la Segunda Guerra Mundial, el jefe del Directorio A.Livytsky decidió reorganizar el gobierno de la UPR. Con este propósito, el Consejo Nacional de Ucrania se estableció en 1947 como un preparlamento del centro estatal de la UPR en el exilio, que debía continuar con las tradiciones ideológicas y legales de la UPR del período de entreguerras.
En septiembre de 1991, la Rada, bajo el liderazgo de Kravchuk, aprobó la Ley de Sucesión, según la cual Ucrania se declaró sucesora de la República Socialista de Ucrania. Por lo tanto, la transferencia de poder de facto del gobierno de la República Popular de Ucrania al primer presidente de la Ucrania independiente también marcó el fin del enfrentamiento entre los gobiernos de la RPU y la URSS, que se prolongaba desde la década de 1920.
El 22 de agosto de 1992, Mykola Plavyuk El último presidente en el exilio entregó al primer presidente de la Ucrania independiente las joyas de la República Popular de Ucrania y un certificado de sucesión. Al mismo tiempo, la República Popular de Ucrania renunció a los reclamos territoriales sobre las tierras de Bielorrusia, Moldavia, Polonia, Rusia, Rumania y Eslovaquia, que alguna vez pertenecieron a la UPR.
La declaración oficial del Comité Central de la República Popular de Ucrania sonaba de la siguiente manera:

Al renunciar, declaramos que el Estado ucraniano proclamado el 24 de agosto y aprobado el 1 de diciembre de 1991 por el pueblo de Ucrania continúa las tradiciones estatales y nacionales de la República Popular de Ucrania y es el sucesor de la República Popular de Ucrania.

Presidente de la República Popular de Ucrania en el exilio
Mykola Plaviuk
Jefe del Gobierno de la República Popular de Ucrania en el exilio
Ivan Samylenko
Presidente de la UNR
Mykhailo Voskobiynyk

Al renunciar, el gobierno de la RPU en el exilio cumplió con una resolución de 1919 del Congreso del Trabajo delParlamento de la RPU firmada por Simon Petliura, presidente del Directorio de la UPR, que pedía la terminación de la RPU en el exilio en caso de independencia de Ucrania.

## Patrimonio documental
El patrimonio documental del Gobierno de la República Popular de Ucrania en el exilio se almacena en los fondos del "Archivo Estatal Central de Ucranianos Extranjeros" y en el "Centro Estatal de la República Popular de Ucrania en el Exilio" y en los fondos del Archivo Estatal Central de las más altas autoridades Ucraniana y de la administración de Ucrania.